# Musa Djalil
Musa Djalil (altă variantă: Mussa Jalil, în limba română Musa Gelil, în tătară crimeană Musa Ğelil, în limba tătară: Musa Cälil, Musa Çəlil, cu litere chirilice Муса Җәлил) (n. 15 februarie  [S.V. 2 februarie] 1906 - d. 25 august 1944) este unul din cei mai apreciați poeți sovietici tătari, luptător în rezistența tătară anti-nazistă, erou-martir decapitat de Wehrmacht la închisoarea Plötzensee din Berlin. Este singurul poet căruia i s-au acordat atât titlul de Erou al Uniunii Sovietice pentru lupta de rezistență antifascistă cât și Premiul Lenin pentru literatură pentru colecția Caiete din Moabit, ambele decernate postum.

## Biografie
Musa se naște pe 15 februarie 1906 în familia unui țăran sărac din satul Mustafașî (Mustafino), regiunea Șarlîk (Sharlyksky), provincia Orenburg din Imperiul Rus. Studiază la Huseiniye Medrese din orașul Orenburg și în 1931 se stabilește la Kazan dedicându-se activității creative și sociale. Se manifestă în genuri literare diverse: poezie, roman, libret, dramaturgie, jurnalism. Elogiază în vers transformările aduse de comunism. În 1939 devine președintele Uniunii Scriitorilor din Republica Autonomă Sovietică Socialistă Tătară și vicepreședintele Consiliului municipal.
În al doilea război mondial Musa se înrolează ca voluntar în Armata Roșie, este numit corespondent de război și trimis pe front. Continuă să scrie versuri patriotice și lirică de război. În iunie 1942, în timp ce unitatea sa încerca să se retragă dintr-o încercuire, cade grav rănit pe câmpul de luptă și este capturat în stare de inconștiență. Trece prin mai multe lagăre (Letonia,  Germania), iar după ce se reface este trimis într-un lagăr din Polonia unde spre sfârșitul anului 1942 germanii încep să formeze așa-zisele legiuni naționale alcătuite din soldați aparținând popoarelor din Asia Centrală aflate sub dominație rusească. Legiunile erau trimise să lupte împotriva sovieticilor cu promisiunea independenței naționale. Musa și prietenul său poetul Abdulla Aliș sunt încorporați în Legiunea Volga-Ural, o unitate tătărească. Ei organizează un grup de rezistență care face propagandă printre legionari îndemnându-i să își folosească armele împotriva naziștilor. Ca urmare, primul batalion trimis pe frontul de est îi ucide pe germani și se refugiază la partizanii sovietici din Belarus. Grupul este descoperit și trimis la închisoarea Moabit din Berlin. Aici Musa împarte celula cu belgianul André Timmermans și un polonez. Grupul de tătari este interogat și torturat. Gestapoul îi rupe lui Musa brațul stâng și îi stâlcește rinichii. Deși este torturat, continuă să scrie versuri despre nazism. Grupul lui Musa Ğelil și Abdulla Aliș este condamnat la moarte și pe 25 august 1944 sunt executați prin decapitare la închisoare Plötzensee de lângă Berlin.
În acest răstimp, în Rusia, Musa fusese declarat trădător și figura pe lista criminalilor periculoși, așa cum se întâmpla cu toți cei care dispăreau pe front. Pe 25 aprilie 1945, în timpul luptelor din Berlin, un soldat din armata sovietică zărește pe stradă un carnețel cu înscrisuri rusești. Îl ridică și citește: Sunt poetul Musa Gelil, prizonier de război în închisoarea Moabit și urmează să fiu executat. Vă rog să transmiteți salutări prietenilor mei scriitori din Moscova și să îmi înștiințați familia. Soldatul trimite carnetul la Uniunea Scriitorilor din Moscova. Mai târziu apar și alte carnețele cu poezii, păstrate de André Timmermans și alți deținuți. Sunt publicate la Kazan sub titlul Caiete din Moabit. "Literanurnaya Gazeta" publică mai apoi și traducerea lor în limba rusă. Uniunea Sovietică îl reabilitează. I se decernează titlul de Erou al Uniunii Sovietice și Premiul Lenin pentru literatură. În Kazan i se ridică un monument, iar un muzeu îi poartă numele. Un compozitor descrie destinul poetului în opera Ğelil. O mică planetă descoperită de Tamara Mihailovna Smirnova în 1972 e denumită Ğelil. În 2014 în Constanța se înființeză o mică bibliotecă numită în amintirea sa.

## Opera
- 1924 - 1928: Căi străbătute ("Ütkän yullar");
- 1942: Înainte de atac ("Ataka aldınan");
- 1957: Caiete din Moabit ("Moabit törmäsendä yazılğan șiğerlär").